# Plăieșii de Jos
Plăieșii de Jos (in ungherese Kászonaltíz) è un comune della Romania di 2 991 abitanti, ubicato nel distretto di Harghita, nella regione storica della Transilvania.
Il comune è formato dall'unione di 5 villaggi: Casinu Nou, Iacobeni, Imper, Plăieșii de Jos, Plăieșii de Sus.
La maggioranza della popolazione (oltre l'80%) è di etnia Székely.